# Tomáš Jaroš

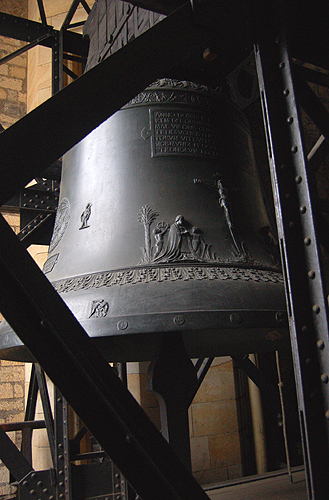
Sigismundglocke im Veitsdom

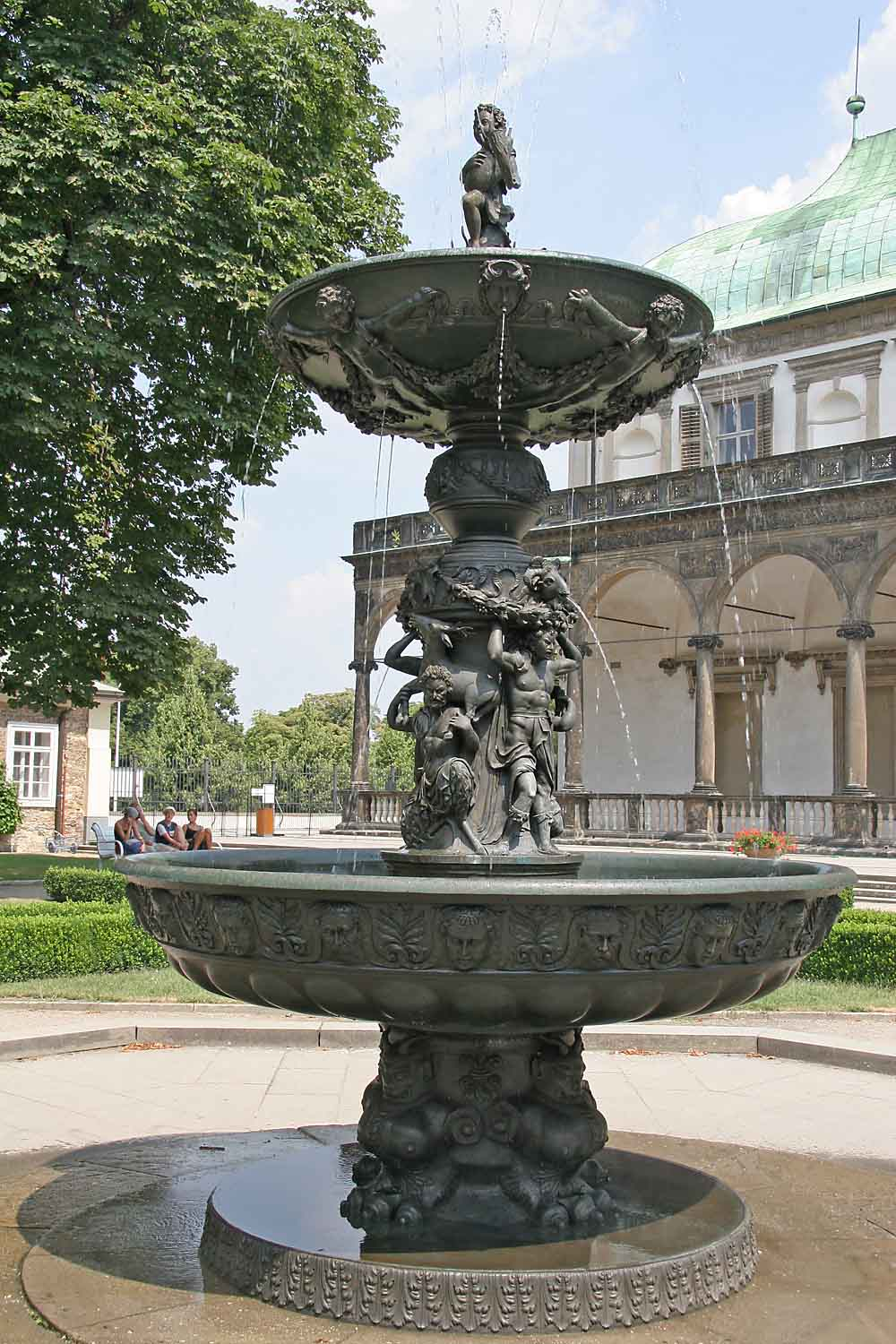
Singende Fontäne im Königlichen Garten

Tomáš Jaroš (ca. 1500 – 1570) war einer der bedeutendsten böhmischen Metallgießer, Glockengießer und Büchsenmacher des 16. Jahrhunderts. Seine beiden bekanntesten Werke befinden sich auf der Prager Burg. Es sind die Sigismundglocke – die größte Glocke im Veitsdom, und die Singende Fontäne im Königlichen Garten.

## Leben und Wirken
Tomáš Jaroš wurde Anfang des 16. Jahrhunderts in Brünn geboren und arbeitete zunächst in Wien als Metallgießer und Büchsenmacher. Erzherzog Ferdinand I. berief ihn nach Prag und ernannte ihn mit einem Dekret vom 2. November 1543 zum königlichen Büchsenmacher auf der Prager Burg. Sein jährliches Gehalt betrug 120 Gulden. Tomáš Jaroš hatte auf der Prager Kleinseite eine Werkstatt mit Gesellen und Lehrlingen und war Mitglied in der Gilde der Kannengießer.
Im Jahr 1547 bekam er vom Ferdinand I. den Auftrag, eine große Glocke für den Veitsdom zu gießen. Sie sollte Ersatz für die Glocke sein, die dem verheerenden Stadtbrand von 1541 zum Opfer fiel. Der erste Guss im Jahr 1549 misslang, der zweite ein Jahr später war erfolgreich. Die sogenannte Sigismundglocke (geweiht dem heiligen Sigismund) ist bis heute die größte Glocke Tschechiens. Sie wurde zuerst auf einer Holzkonstruktion bei der Allerheiligenkapelle montiert und erst in den 1560er oder 1570er Jahren gelang es, sie im Turm des Veitsdoms aufzuhängen (das genaue Datum ist unbekannt).
Tomáš Jaroš goss Glocken während seiner ganzen Prager Zeit. Von ihm stammt z. B. auch die Marienglocke in der Teynkirche (1535). Der Historiker Zikmund Winter zählte im Jahr 1909 24 Glocken von Jaroš, die in Böhmen noch in Betrieb waren. Auf seinen Glocken verwendete Jaroš oft die lateinische Inschrift: VOX MEA - VOX VITAE - VOS VOCO - AD SACRA VENITE (deutsch: Meine Stimme - Stimme des Lebens - Ich rufe euch - Kommt zur Messe) und signierte sie mit der Berufsbezeichnung „puchsengiesser“.
Das bekannteste und schönste Werk von Tomáš Jaroš ist die kunstvoll gestaltete Singende Fontäne im Königlichen Garten. Er fertigte sie nach einem Model des italienischen Künstlers Francesco Terzio. Der Kaiser wies mit einem Schreiben vom 9. Dezember 1562 Jaroš an, Terzios Model zu begutachten und ein Budget im Hinblick auf Kosten und Metallmenge für den Bronzeguss aufzustellen. Jaroš hat das Kunstwerk im Jahr 1568 fertiggestellt. An den vorgesehenen Platz vor dem Lusthaus der Königin Anna wurde die Fontäne aber erst im Jahr 1573, nach Jarošs Tod, aufgestellt.
Tomáš Jaroš fertigte für die kaiserliche Armee eine beträchtliche Anzahl von Feld- und Schiffskanonen und auch Städte bestellten bei ihm Kanonen für die Stadtverteidigung. Er widmete sich auch der Herstellung technischer Ausrüstungen. An einige Städte lieferte er z. B. kupferne und bronzene Rohre für Wasserleitungen. Im Jahr 1566 lieferte er Ausrüstung für Goldminen in Jílové u Prahy. Seine technische Begabung zeigte sich in der Konstruktion einer Pumpe, die er sich 1551 patentieren ließ und die er mit königlichem Privileg herstellte und verkaufte. Für die Beerdigung von Kaiser Ferdinand I. fertigte er die böhmische und die ungarische Krone, den Apfel und das Zepter.
Im Jahr 1569 machte sich Jaroš auf Befehl des Kaisers Maximilian II. auf den Weg nach Košice, um Gewehre und Kanonen für die kaiserliche Armee im Kampf gegen die Truppen von Johann Sigismund Zápolya herzustellen. Der letzte Bericht über Jaroš stammt aus dem Frühjahr 1570, in diesem Jahr starb er wahrscheinlich in Ungarn. Sein Nachfolger als königlicher Büchsenmacher auf der Prager Burg wurde im Jahr 1570 Jarošs deutscher Geselle Wolf Hofprugger (Hofpruker). Er hat Rohre für die Wasserleitungen zur Singenden Fontäne hergestellt.